# سوندومه!! راه شیری
سوندُومه!! راه شیری (ژاپنی: すんどめ!! ミルキーウェイ هپبورن: Sundome!! Mirukīu Ei) یک مجموعه مانگای ژاپنی به طراحی و نویسندگی کازوکی فوناتسو است. این مجموعه توسط شوئیشا به‌صورت سریالی در مجلهٔ سینن مانگای گرند جامپ از ژوئن ۲۰۱۶ تا نوامبر ۲۰۱۹ به چاپ می‌رسید، و فصل‌های آن در نه جلد تانکوبون جمع‌آوری شدند. یک پایان جایگزین، تحت عنوان سوندومه!! راه شیری پایانی دیگر (すんどめ!! ミルキーウェイ ANOTHER END Sundome!! Mirukīu Ei Anazā Endo) در همان مجله از فوریه تا دسامبر ۲۰۲۰، به چاپ رسید. این مانگا به تعداد یک جلد در ۱۹ فوریه ۲۰۲۱ منتشر شد.

## داستان
ساکورا یوشیتاکه یک سالاریمن است که برای یک شرکت مواد غذایی کار می‌کند. در یکی از روزها هنگام رانندگی به سمت خانه، با دیدن یک شیء ناشناس پرنده و بیگانه‌ای ترسناک دچار تصادف رانندگی می‌شود. او سپس در آپارتمانش از خواب بیدار می‌شود و زنی زیبا به نام لونه را در کنار خود می‌بیند. لونه به او می‌گوید که عاشقش شده و تمایل دارد فرزندش را به دنیا آورد. با این حال، هر دفعه که او خجالت می‌کشد، به‌طور مثال زمانی که سعی دارند رابطهٔ جنسی برقرار کنند، کنترل خود را از دست می‌دهد و به یک بیگانه وحشتناک تبدیل می‌شود، و این مسئله زندگی عاشقانه آن‌ها را پیچیده کرده‌است.